# Hörselgau
Hörselgau é uma vila e antigo município da Alemanha localizado no distrito de Gota, estado da Turíngia. Hörselgau foi a sede do verwaltungsgemeinschaft de Hörsel. Desde 1 de janeiro de 2011 é parte do município de Hörsel.

## Demografia
Evolução da população (em 31 de dezembro):
| - 1994 – 1.304 - 1995 – 1.329 - 1996 – 1.368 - 1997 – 1.357 | - 1998 – 1.360 - 1999 – 1.358 - 2000 – 1.349 - 2001 – 1.349 | - 2002 – 1.329 - 2003 – 1.320 - 2004 – 1.311 - 2005 – 1.287 |

Fonte: Thüringer Landesamt für Statistik